# Специальные (коррекционные) образовательные учреждения
Специальные (коррекционные) образовательные учреждения — образовательные учреждения, которые обеспечивают воспитанникам с отклонениями в развитии обучения, воспитания, лечения, способствуют их социальной адаптации и интеграции в общество. В научном отношении деятельность специальных (коррекционных) образовательных учреждений относится к ведению специальной педагогики. Коррекционные школы работают как школы-интернаты.

## История
Впервые специально обучать глухих начали в Испании в 1578 году, в Англии — в 1648 году. Индивидуальное обучение слепых во Франции началось в 1670 году. Попытки специального обучения олигофренов начались в XIX веке, сочетаясь с исследованиями самого явления олигофрении (Ф. Пинель, Ж.-Э. Д. Эскироль, Ж.-М.-Г. Итар). Э. Сеген в США открывал частные школы для слабоумных детей, предполагающие обучение и воспитание, трудовое и физическое. В Европе эти идеи были подхвачены и развиты М. Монтессори.
К началу XX века в Европе появились и стали развиваться основные направления коррекционной педагогики в специальных учреждениях:
- христианско-филантропическое (в приютах, богадельнях);
- медико-педагогическое: лечение, воспитание и обучение;
- педагогическое: обучение детей с нарушениями слуха, зрения, умственной деятельности;
- психодиагностическое: выявление лиц с нарушениями интеллекта.

### Норвегия
Впервые внимание к особым нуждам олигофренов в Норвегии было привлечено Л. Далем. Первые эксперименты выполнили в 1871 году сурдопедагоги Хансен (норв. Hans Hansen) и Липпестад (норв. Johan Anton Lippestad). В 1877 году они создали первую школу для умственно отсталых детей (Skolen for åndssvage børn). Затем последовали другие школы, раздельные для мальчиков и девочек, созданные этими же педагогами.
В 1892 году в Норвегии был принят Закон об обязательном школьном образовании, переводивший все школы, в том числе, коррекционные, под контроль государства. Таким образом, Норвегия и Саксония были единственными государствами Европы, где обучение умственно отсталых стало обязательным.

### Российская империя
В Российской Империи система специального образования детей появилась в 1797 году с учреждением ведомства императрицы Марии Федоровны, уделявшего особое внимание детским приютам.
В 1806 году стараниями В. Гаюи в Павловске было открыто первое в России опытное училище для глухонемых детей, а в 1807 году — школа для слепых.
В 1854 году в Риге бывший сурдопедагог Фридрих Пляц (Friedrich Platz) основал первое в Империи лечебно-педагогическое учреждение для умственно отсталых и эпилептиков. Там не только пытались обеспечить лечение, но и вели занятия по системе Э. Сегена, а вдова Пляца, возглавившая организацию в 1864 году, имела некоторый успех в использовании систем Фрёбеля и Георгенса.
Затем последовали заведения в Санкт-Петербурге (учреждения Е. К. Грачевой, супругов Маляревских) и Москве (классы М. П. Постовской). Крупные российские коррекционные педагоги того времени — А. И. Граборов, Л. К. Шлегер, К. Н. Корнилов. В 1908 году В. П. Кащенко открыл в Москве «Школу-санаторий для дефективных детей», а также написал известный труд «Педагогическая коррекция. Исправление недостатков характера у детей и подростков».
В начале XX века в Российской Империи действовало около 4,5 тысяч благотворительных организаций и 6,5 тыс. учреждений для социальной поддержки детей, в том числе с отклонениями в развитии. Н. Ю. Борякова пишет со ссылкой на Н. Н. Малофеева, что «в дореволюционной России не была оформлена система специального образования, но была создана сеть специальных образовательных учреждений».
К 1907 году существовало 61 заведение для глухих. В 1914 году было примерно 30 заведений для незрячих, включая учебные. К Октябрьской Революции воспитывалось около двух тысяч детей с умственными недостатками.

### СССР и Российская Федерация
В России деятельность специальных (коррекционных) образовательных учреждений регламентируется типовым положением «О специальном (коррекционном) образовательном учреждении для обучающихся, воспитанников с отклонением в развитии» (1997) и письмом «О специфике деятельности специальных (коррекционных) образовательных учреждений I—VIII видов».
Специальные образовательные учреждения делятся на:
- коррекционные (компенсирующие) учреждения дошкольного образования;
- коррекционные образовательные учреждения;
- коррекционные учреждения начального профессионального образования.

Также в некоторых учреждениях общего образования существуют специальные классы и группы, подчиняющиеся тем же регламентам.
Специальные (коррекционные) учреждения в России делятся на 8 видов.
Специальное (коррекционное) образовательное учреждение I вида
Специальное (коррекционное) образовательное учреждение I вида создаётся для обучения и воспитания неслышащих детей, их всестороннего развития в тесной связи с формированием словесной речи как средства общения и мышления на слухо-зрительной основе, коррекции и компенсации отклонений в их психофизическом развитии, для получения общеобразовательной, трудовой и социальной подготовки к самостоятельной жизни.
Образовательный процесс осуществляется в соответствии с уровнем общеобразовательных программ трёх ступеней общего образования:
- 1-я ступень — начальное общее образование (нормативный срок освоения — 5—6 лет (в зависимости от учебных предметов) или 6—7 лет (с учётом подготовительного класса). В 1-й класс коррекционного учреждения I вида принимаются, как правило, дети с 7-летнего возраста. Для детей, не получивших полной дошкольной подготовки, организуется подготовительный класс. На первой ступени общего образования в начальных классах (1—3 классы) проводится работа по становлению личности ребёнка, выявлению и целостному развитию его способностей, формированию у школьников умения и желания учиться. В начальных классах у учащихся формируется речевая деятельность (умение вступать в общение с окружающими, воспринимать речь окружающих на слухо-зрительной основе и обмениваться информацией). В средних классах (4—6 классы) продолжается работа по формированию личности неслышащего ребёнка, его учебной деятельности, развитию устной и письменной речи, совершенствованию умения пользоваться языком как средством общения, по развитию познавательных способностей и навыков самостоятельной умственной деятельности.
- 2-я ступень — основное общее образование (нормативный срок освоения — 5—6 лет). На второй ступени общего образования (7—10 классы) продолжается работа по формированию личности неслышащего воспитанника, закладывается фундамент общеобразовательной и трудовой подготовки, необходимой для продолжения образования, полноценного включения обучающегося, воспитанника в жизнь общества. Продолжается систематическая работа по развитию устной и письменной речи обучающихся, коррекции их произношения и развитию слухового восприятия.
- 3-я ступень — среднее (полное) общее образование (нормативный срок освоения — 2 года). На третьей ступени общего образования у обучающихся совершенствуется устная и письменная речь, продолжается коррекционная работа по формированию произношения и развитию остаточного слуха. Проводится специальная работа по социально-трудовой адаптации.

Специальное (коррекционное) образовательное учреждение II вида
Коррекционное учреждение II вида создаётся для обучения и воспитания слабослышащих детей (имеющих частичную потерю слуха и различную степень недоразвития речи) и позднооглохших детей (оглохших в дошкольном или школьном возрасте, но сохранивших самостоятельную речь), всестороннего их развития на основе формирования словесной речи, подготовки к свободному речевому общению на слуховой и слухо-зрительной основе. Обучение слабослышащих детей имеет коррекционную направленность, способствующую преодолению отклонений в развитии. При этом в ходе всего образовательного процесса особое внимание уделяется развитию слухового восприятия и работе над формированием устной речи. Воспитанникам обеспечивается активная речевая практика путём создания слухо-речевой среды (с использованием звукоусиливающей аппаратуры), позволяющей формировать на слуховой основе речь, приближённую к естественному звучанию.
Для обеспечения дифференцированного подхода в обучении слабослышащих и позднооглохших детей создаются два отделения (воспитанники могут переводиться из одного отделения в другое):
- 1-е отделение — для воспитанников с лёгким недоразвитием речи, обусловленным нарушением слуха;
- 2-е отделение — для воспитанников с глубоким недоразвитием речи, обусловленным нарушением слуха.

Образовательный процесс осуществляется в соответствии с уровнями общеобразовательных программ трёх ступеней общего образования:
- 1-я ступень — начальное общее образование (нормативный срок освоения в 1-м отделении — 4—5 лет, во 2-м отделении — 5—6 или 6—7 лет). В 1-й класс (группу) 1-го и 2-го отделений зачисляются дети с 7-летнего возраста, посещавшие дошкольные образовательные учреждения. Для детей 6—7-летнего возраста, не посещавших дошкольные образовательные учреждения, во 2-м отделении может быть организован подготовительный класс. На 1-й ступени общего образования осуществляется коррекция словесной речи на основе использования развивающейся слуховой функции и навыков слухо-зрительного восприятия, накопление словарного запаса, практическое овладение грамматическими закономерностями языка, навыками связной речи, развитие внятной речи, приближённой к естественному звучанию.
- 2-я ступень — основное общее образование (нормативный срок освоения в 1-м и 2-м отделениях — 6 лет). На 2 ступени общего образования проводится коррекционная работа по дальнейшему развитию речи, слухового восприятия и навыков произношения.
- 3-я ступень — среднее (полное) общее образование (нормативный срок освоения в 1-м отделении — 2 года). На 3 ступени общего образования обеспечивается овладение воспитанниками устной и письменной речью до уровня, необходимого для интеграции их в общество.

Специальные (коррекционные) образовательные учреждения III и IV видов
Коррекционные учреждения III и IV видов обеспечивают обучение, воспитание, коррекцию первичных и вторичных отклонений в развитии у воспитанников с нарушениями зрения, развитие сохранных анализаторов, формирование коррекционно-компенсаторных навыков, способствующих социальной адаптации воспитанников в обществе. В коррекционное учреждение III вида принимаются незрячие дети, а также дети с остаточным зрением (0,04 и ниже) и более высокой остротой зрения (0,08) при наличии сложных сочетаний нарушений зрительных функций, с прогрессирующими глазными заболеваниями, ведущими к слепоте. В коррекционное учреждение IV вида принимаются слабовидящие дети с остротой зрения от 0,05 до 0,4 на лучше видящем глазу с переносимой коррекцией. Кроме того, в коррекционное учреждение IV вида принимаются дети с косоглазием и амблиопией, имеющие более высокую остроту зрения (выше 0,4) для продолжения лечения зрения.
При необходимости может быть организовано совместное (в одном коррекционном учреждении) обучение незрячих и слабовидящих детей, детей с косоглазием и амблиопией.
Специальное (коррекционное) образовательное учреждение V вида
Коррекционное учреждение V вида создаётся для обучения и воспитания детей с тяжёлой речевой патологией, оказания им специализированной помощи, способствующей преодолению нарушений речи и связанных с ними особенностей психического развития.
Коррекционное учреждение V вида имеет в своем составе два отделения, хотя на практике может ограничиваться и одним:
- в 1-м отделение принимаются дети, имеющие общее недоразвитие речи тяжёлой степени (алалия, дизартрия, ринолалия, афазия), а также дети, страдающие общим недоразвитием речи, сопровождающимся заиканием;
- во 2-м отделение принимаются дети с тяжёлой формой заикания при нормальном развитии речи.

Специальное (коррекционное) образовательное учреждение VI вида
Коррекционное учреждение VI вида создаётся для обучения и воспитания детей с нарушениями опорно-двигательного аппарата (с двигательными нарушениями различной этиологии и степени выраженности, детским церебральным параличом, с врождёнными и приобретёнными деформациями опорно-двигательного аппарата, вялыми параличами верхних и нижних конечностей, парезами и парапарезами нижних и верхних конечностей), для восстановления, формирования и развития двигательных функций, коррекции недостатков психического и речевого развития детей, их социально-трудовой адаптации и интеграции в общество на основе специально организованного двигательного режима и предметно-практической деятельности.
Специальное (коррекционное) образовательное учреждение VII вида
Коррекционное учреждение VII вида создаётся для обучения и воспитания детей с задержкой психического развития, у которых при потенциально сохранных возможностях интеллектуального развития наблюдаются слабость памяти, внимания, недостаточность темпа и подвижности психических процессов, повышенная истощаемость, несформированность произвольной регуляции деятельности, эмоциональная неустойчивость, для обеспечения коррекции их психического развития и эмоционально-волевой сферы, активизации познавательной деятельности, формирования навыков и умений учебной деятельности.
Специальное (коррекционное) образовательное учреждение VIII вида
Коррекционное учреждение VIII вида создаётся для обучения и воспитания детей с умственной отсталостью с целью коррекции отклонений в их развитии средствами образования и трудовой подготовки, а также социально-психологической реабилитации для последующей интеграции в общество. В штаты коррекционного учреждения данного вида входит должности следующих специалистов из расчета на количество детей:
- логопеда не менее 1 единицы на 15—20 человек,
- психолога не менее 1 единицы на 18—20 человек,
- дефектолога не менее 1 единицы на 15—20 человек.

Отдельный штат, включающий в себя всех членов психолого-медико-педагогической комиссии, составляют по уставу учреждения.